# Anton Kappers
Johann Anton Kappers (* 1. Oktober 1707 in Münster; † 18. Juli 1762 ebenda) war ein münsterischer Maler des Barock.

## Leben

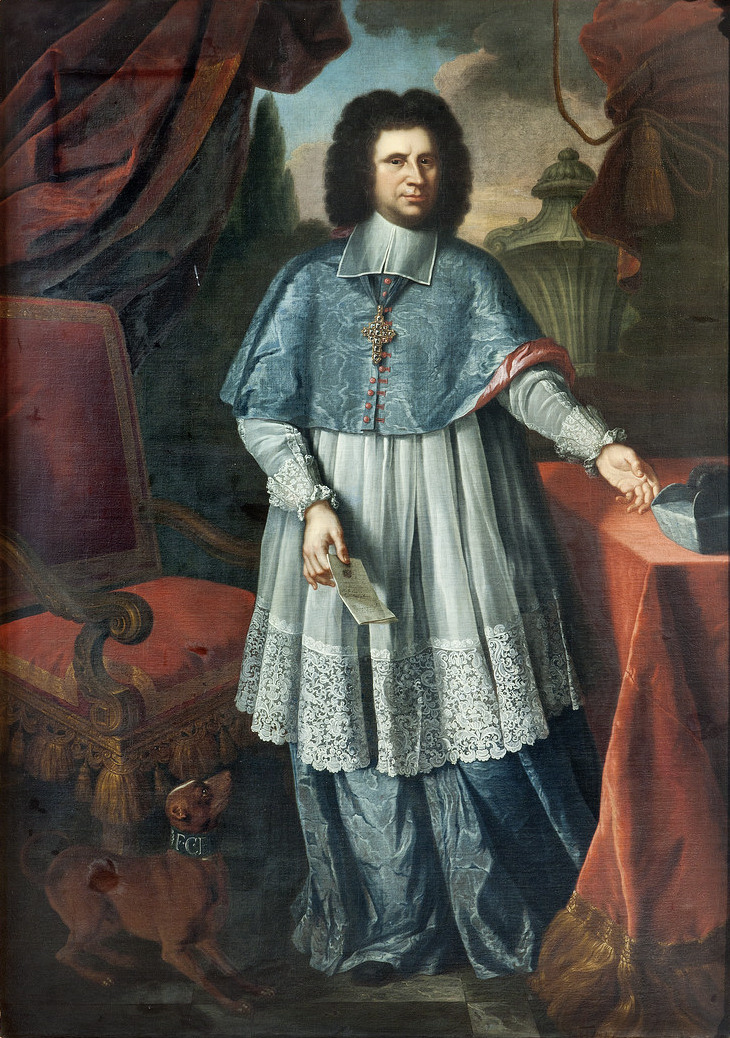
Porträt des münsterischen Fürstbischofs Friedrich Christian von Plettenberg, zwischen 1720 und 1730, Schloss Nordkirchen

Anton Kappers war ein Sohn des in Münster niedergelassenen Porträtmalers Gerhard Kappers und ein Bruder des Porträtmalers und Kopisten Matthias Kappers, mit dem er auf der Georgskommende Münster lebte. Beide waren keine Mitglieder der örtlichen Malergilde. Es wird angenommen, dass Kappers durch den Hofarchitekten Johann Conrad Schlaun und dessen Bauherrn, den Fürstbischof Clemens August von Bayern, besonders gefördert wurde. Als Kappers im Oktober 1739 auf Schloss Clemenswerth tätig war, erhielt er ein Patent für eine zweijährige Ausbildung in Italien. 1752 erhielt er Zahlungen des Domkapitels Münster. 1761 wurde er mit dem Entwurf eines Castrum doloris für den verstorbenen Fürstbischof Clemens August beauftragt. Außer durch Porträts der münsterischen Aristokratie wurde Kappers durch Jagd- und Tierstillleben bekannt.
Laut Ludwig von Winckelmann und Georg Kaspar Nagler war Kappers ein Schüler des niederländischen Barockmalers Matthäus Terwesten. Nagler erwähnt auch, dass Kappers Brabant und Frankreich bereiste.